# Liste der Naturdenkmale in Nellingen
| Naturdenkmale | Anzahl |
| ------------- | ------ |
| FND           | 3      |
| END           | 36     |
| Gesamt        | 39     |

Die Liste der Naturdenkmale in Nellingen nennt die verordneten Naturdenkmale (ND) der im baden-württembergischen Alb-Donau-Kreis liegenden Gemeinde Nellingen. In Nellingen gibt es insgesamt 39 als Naturdenkmal geschützte Objekte, davon 3 flächenhafte Naturdenkmale (FND) und 36 Einzelgebilde-Naturdenkmale (END).
Stand: 1. November 2016.

## Flächenhafte Naturdenkmale (FND)
| Name                                      | Bild | Kennung     | Einzelheiten | Position | Fläche Hektar | Datum         |
| ----------------------------------------- | ---- | ----------- | ------------ | -------- | ------------- | ------------- |
| Baumbestand auf ehemaliger Schafweide     | BW   | 84250840041 | Nellingen    | ⊙        | 0,8           | 16. Feb. 1998 |
| Trichterdoline mit Hüle und Gehölzbestand | BW   | 84250840037 | Nellingen    | ⊙        | 0,2           | 16. Feb. 1998 |
| 3 ehemalige Lehmgruben                    | BW   | 84250840038 | Nellingen    | ⊙        | 0,4           | 16. Feb. 1998 |
| Legende für Naturdenkmal                  |      |             |              |          |               |               |

## Einzelgebilde (END)
| Name                                         | Bild | Kennung     | Einzelheiten | Position | Fläche Hektar | Datum         |
| -------------------------------------------- | ---- | ----------- | ------------ | -------- | ------------- | ------------- |
| Baumgruppe (1 Mehlbeere, 4 Eichen, 2 Ahorne) | BW   | 84250840001 | Nellingen    | ⊙        | 0,0           | 16. Feb. 1998 |
| Baumgruppe (2 Eichen a+b, 2 Feldahorne c+d)  | BW   | 84250840024 | Nellingen    | ⊙        | 0,0           | 16. Feb. 1998 |
| Baumgruppe (4 Stieleichen)                   | BW   | 84250840006 | Nellingen    | ⊙        | 0,0           | 16. Feb. 1998 |
| 1 Bergulme                                   | BW   | 84250840023 | Nellingen    | ⊙        | 0,0           | 16. Feb. 1998 |
| 1 Esche                                      | BW   | 84250840007 | Nellingen    | ⊙        | 0,0           | 16. Feb. 1998 |
| 1 Feldahorn                                  | BW   | 84250840020 | Nellingen    | ⊙        | 0,0           | 16. Feb. 1998 |
| 1 Feldahorn                                  | BW   | 84250840027 | Nellingen    | ⊙        | 0,0           | 16. Feb. 1998 |
| 1 Linde (Schwachstetter Linde)               | BW   | 84250840009 | Nellingen    | ⊙        | 0,0           | 16. Feb. 1998 |
| 1 Linde                                      | BW   | 84250840010 | Nellingen    | ⊙        | 0,0           | 16. Feb. 1998 |
| 1 Linde                                      | BW   | 84250840013 | Nellingen    | ⊙        | 0,0           | 16. Feb. 1998 |
| 1 Linde                                      | BW   | 84250840021 | Nellingen    | ⊙        | 0,0           | 16. Feb. 1998 |
| 1 Rotbuche (Weidbuche)                       | BW   | 84250840002 | Nellingen    | ⊙        | 0,0           | 16. Feb. 1998 |
| 1 Rotbuche                                   | BW   | 84250840003 | Nellingen    | ⊙        | 0,0           | 16. Feb. 1998 |
| 1 Rotbuche                                   | BW   | 84250840018 | Nellingen    | ⊙        | 0,0           | 16. Feb. 1998 |
| 1 Rotbuche                                   | BW   | 84250840031 | Nellingen    | ⊙        | 0,0           | 16. Feb. 1998 |
| 1 Rotbuche                                   | BW   | 84250840032 | Nellingen    | ⊙        | 0,0           | 16. Feb. 1998 |
| 1 Rotbuche                                   | BW   | 84250840033 | Nellingen    | ⊙        | 0,0           | 16. Feb. 1998 |
| 1 Rotbuche                                   | BW   | 84250840036 | Nellingen    | ⊙        | 0,0           | 16. Feb. 1998 |
| 1 Sommerlinde (Friedenslinde)                | BW   | 84250840034 | Nellingen    | ⊙        | 0,0           | 16. Feb. 1998 |
| 1 Sommerlinde (Große Linde)                  | BW   | 84250840014 | Nellingen    | ⊙        | 0,0           | 16. Feb. 1998 |
| 1 Sommerlinde                                | BW   | 84250840004 | Nellingen    | ⊙        | 0,0           | 16. Feb. 1998 |
| 1 Sommerlinde                                | BW   | 84250840005 | Nellingen    | ⊙        | 0,0           | 16. Feb. 1998 |
| 1 Sommerlinde                                | BW   | 84250840008 | Nellingen    | ⊙        | 0,0           | 16. Feb. 1998 |
| 1 Sommerlinde                                | BW   | 84250840012 | Nellingen    | ⊙        | 0,0           | 16. Feb. 1998 |
| 1 Sommerlinde                                | BW   | 84250840015 | Nellingen    | ⊙        | 0,0           | 16. Feb. 1998 |
| 1 Sommerlinde                                | BW   | 84250840016 | Nellingen    | ⊙        | 0,0           | 16. Feb. 1998 |
| 1 Sommerlinde                                | BW   | 84250840022 | Nellingen    | ⊙        | 0,0           | 16. Feb. 1998 |
| 1 Sommerlinde                                | BW   | 84250840025 | Nellingen    | ⊙        | 0,0           | 16. Feb. 1998 |
| 1 Sommerlinde                                | BW   | 84250840028 | Nellingen    | ⊙        | 0,0           | 16. Feb. 1998 |
| 1 Sommerlinde                                | BW   | 84250840039 | Nellingen    | ⊙        | 0,0           | 16. Feb. 1998 |
| 1 Stieleiche                                 | BW   | 84250840019 | Nellingen    | ⊙        | 0,0           | 16. Feb. 1998 |
| 1 Stieleiche                                 | BW   | 84250840035 | Nellingen    | ⊙        | 0,0           | 16. Feb. 1998 |
| 1 Stieleiche                                 | BW   | 84250840040 | Nellingen    | ⊙        | 0,0           | 16. Feb. 1998 |
| 1 Winterlinde (Aufhauser Linde)              | BW   | 84250840026 | Nellingen    | ⊙        | 0,0           | 16. Feb. 1998 |
| 2 Stieleichen                                | BW   | 84250840017 | Nellingen    | ⊙        | 0,0           | 16. Feb. 1998 |
| 3 Rotbuchen                                  | BW   | 84250840030 | Nellingen    | ⊙        | 0,0           | 16. Feb. 1998 |
| Legende für Naturdenkmal                     |      |             |              |          |               |               |